# Старий Укирчелон
Старий Укирчелон (рос. Старый Укырчелон) — село Джидинського району, Бурятії Росії. Входить до складу Сільського поселення Ойорське.
Населення —  49 осіб (2015 рік). 